# Vizcondado de San Agustín
El vizcondado de San Agustín fue un título nobiliario español, un vizcondado previo creado por el rey Fernando VI en 1757 a favor de Luis Carbonell y de Ferraz, antes de concederle la dignidad de marqués de la Quadra, la cual le fue otorgada el 31 de marzo de 1757. En virtud de su naturaleza de Vizcondado previo, el título se suprimió cuando el Marquesado de la Quadra le fue entregado al beneficiado.
Luis Carbonell y de Ferraz era Caballero de la Orden de Santiago, Regidor Decano de la Ciudad de Barcelona, y Teniente Coronel de Dragones. Había obtenido anteriormente el título de barón de Guía Real el 12 de diciembre de 1752, de manos del mismo rey. Recibos ambos títulos en atención a sus méritos y servicios, así como a los de su padre  José Carbonell, Coronel de Infantería, que sirvió de guía al rey Felipe V en 1706, cuando se levantó el sitio de Barcelona. Su ascendiente, Pedro Carbonell, había sido honrado por Fernando el Católico, el 23 de febrero de 1481, con el Privilegio de Generoso, por sus méritos en la liberación de la reina Juana Enríquez, que se hallaba sitiada en Gerona.